# Eduard Hanslick

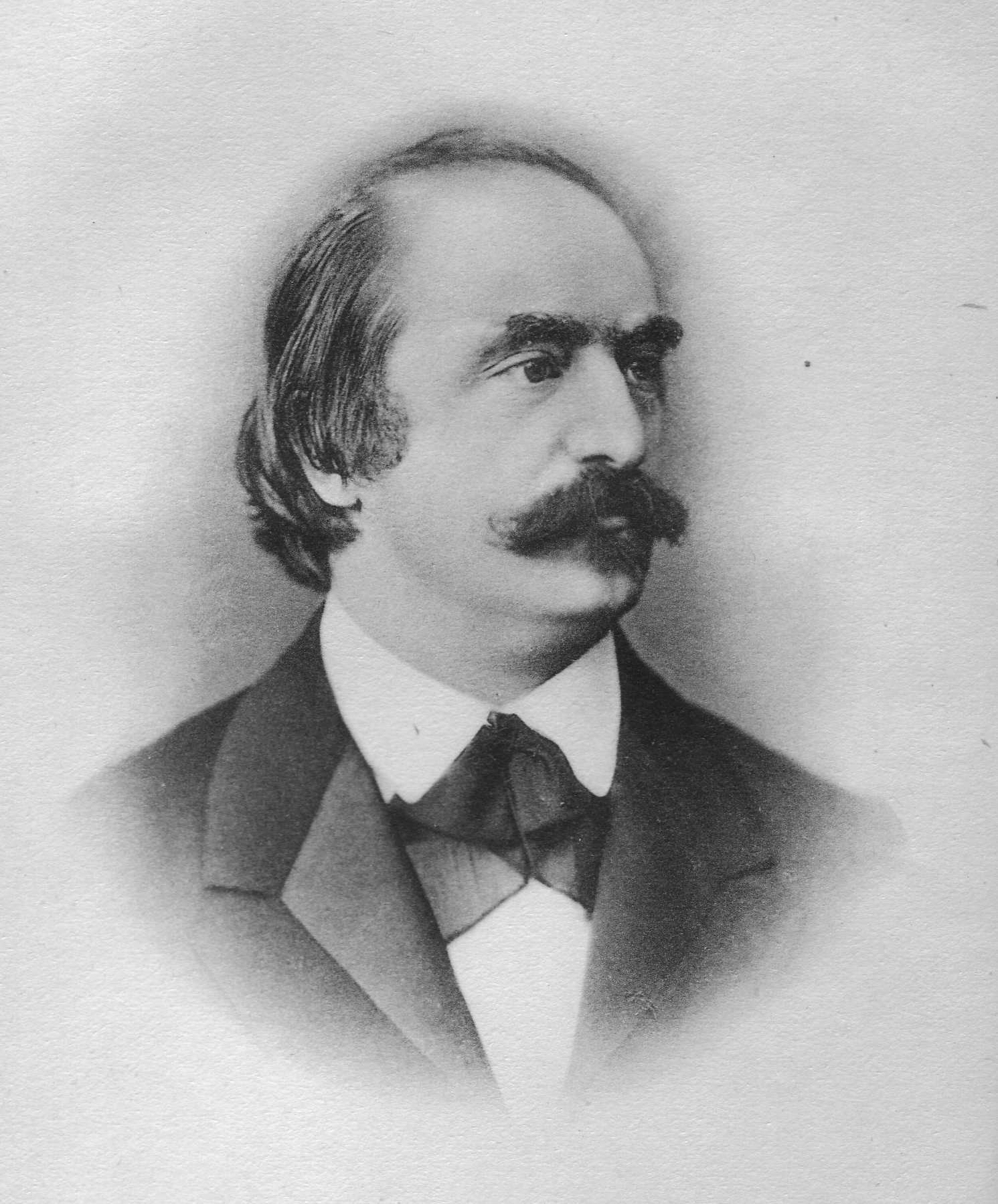
Eduard Hanslick

Eduard Hanslick (Praag, 11 september 1825 - Baden, 6 augustus 1904) was een schrijver met als voornaamste onderwerp muziek. Hij is wellicht een van de belangrijkste muziekcritici van de 19de eeuw.

## Biografie
Hanslick studeerde bij Václav Tomášek piano en compositie. Tussen 1856 en 1895 doceerde hij aan de universiteit van Wenen en was als criticus verbonden aan de Neue freie Presse. Zijn artikelen waren van grote invloed. Hij was onder meer een groot bewonderaar van Johannes Brahms en Antonín Dvořák en tegenstander van Richard Wagner en Anton Bruckner. Hij schreef een groot aantal boeken, waarvan de bekendste zijn Vom Musikalisch-Schönen (1854) en Geschichte des Conzertwesens in Wien, twee delen (1869-1870). Hij schreef ook een autobiografie Aus meinem Leben, (1894, vierde druk 1911).
- Bibsys: 90056466
- Biblioteca Nacional de España: XX1300989
- Bibliothèque nationale de France: cb12052446c (data)
- Catàleg d'autoritats de noms i títols de Catalunya: 981058511057506706
- CiNii: DA01023125
- Gemeinsame Normdatei: 118545825
- International Standard Name Identifier: 0000 0001 1748 3668
- Library of Congress Control Number: n50017763
- Nationale Bibliotheek van Letland: 000095208
- MusicBrainz: 3af2e499-721b-4c49-970d-4618ee7313ba
- Bibliotheek van het Japanse parlement: 00513727
- Nationale Bibliotheek van Tsjechië: jk01033445
- Nationale bibliotheek van Australië: 35169282
- Nationale Bibliotheek van Israël: 987007262207305171
- Nationale Bibliotheek van Polen: a0000002319035
- Nationale en Universitaire bibliotheek Zagreb: 000061360
- Nederlandse Thesaurus van Auteursnamen: 067621368
- Réseau des bibliothèques de Suisse occidentale: 02-A003346702
- Istituto Centrale per il Catalogo Unico: CFIV017058
- LIBRIS: 307031
- SNAC: w6p55wnx
- Système universitaire de documentation: 028753402
- Trove: 850134
- Virtual International Authority File: 19696720
- WorldCat: E39PBJwhBM6jKJ9MgY9yTCfXh3